# 谭力
谭力（1955年10月—），重庆人。中华人民共和国政治人物。重庆师范大学政史系政史专业毕业，大学学历。1972年2月参加工作，1987年6月加入中国共产党，先后在四川省和海南省任职。譚力在四川任職时间超過三十年，因獲周永康提拔而青雲直上。2014年7月譚力被免职调查，他是繼海南省前副省長冀文林之後，海南省2014年落马的第二位副省級官員，也是又一名具有四川背景的被调查官員。

## 官场生涯
谭力1955年10月出生于重庆市，16岁时以知青身份到四川省长宁县桃坪公社兴龙一队插队。一年半后，他进入四川省高县师范学校读书，毕业后在小学教书，后来被调入县文教局、县委宣传部工作。1973年中国恢复高考后，谭力考入重庆师范学院，毕业后历任中共四川省委第二党校行政管理学教研室教师、副主任、主任，中共郫县县委书记、县长，成都市市长助理。1998年6月至2001年3月担任市委宣传部长、1998年10月任市委常委。2001年3月在邓小平诞辰100周年筹备会上，出任中共广安市委书记、市人大常委会主任，提出了“致富思源,共建广安”的口号。2004年出任中共绵阳市委书记等职。
在邓小平家乡广安任职期间，谭力发起“我为小平家乡种植一棵树”计划，邀请很多中央领导到广安植树。虽然邓小平生前亲自要求家乡“按政策办事，不搞特殊照顾”，但谭力2013年毫不讳言的称要把广安的政治优势转化为发展优势。谭力于2008年汶川地震期间，被拍下一张喜笑颜开的照片，被网友斥为“谭笑笑”。2009年3月调往海南，任省委常委、宣传部部长，2010年1月兼任海南省人民政府副省长。2011年2月起兼任海南国际旅游岛先行试验区工委书记。
2014年7月8日，海南省委常委、副省长的谭力因涉嫌严重违纪违法，接受组织调查。2015年11月24日，谭力涉嫌受贿一案，由最高人民检察院指定广东省人民检察院侦查终结后，移送广东省广州市人民检察院审查起诉。2015年11月，广州市人民检察院已向广州市中级人民法院提起公诉。

## 腐败被查
2014年2月下旬，法国国际广播电台获取消息称谭力因涉及冀文林以及周永康案被限制出境。《香港经济日报》称譚力與因涉黑被判死的四川前富豪刘汉關係密切。
2014年4月，知情人向明鏡新聞網透露称譚力在担任綿陽市委書記期间以綿陽科學城產業基金的名義将资金转給劉雲山之子劉樂飛，劉樂飛又將这笔钱投給江澤民孫子江志成。這些關係虽然在一定程度上保護了譚力，但隨著周永康更多問題被揭露，譚力涉嫌的犯罪问题也被不斷舉報。
2014年7月8日，中央纪委监察部发布海南省委常委、副省长谭力因涉嫌严重违纪违法被组织调查的消息。BBC中文网查证谭力与前政治局常委、前四川省委书记周永康多有交集。
2014年7月30日，海南省第五届人民代表大会常务委员会第九次会议30日表决通过了有关人事任免事项，免去了谭力海南省人民政府副省长职务。9月30日，中纪委通报谭力因受贿被双开，2015年11月24日，谭力涉嫌受贿案由广东省广州市人民检察院审查起诉。该案于2016年1月27日在广州市中级人民法院开庭审理，检方指控，2001年至2014年，谭力利用职务之便，为他人谋取利益，非法收受财物共计折合人民币8625万余元。2016年10月13日，广州市中级人民法院宣判，谭力犯受贿罪，判处无期徒刑，剥夺政治权利终身，并处没收个人全部财产；对谭力受贿所得财物予以追缴，上缴国库。
2016年3月3日，成都路桥工程股份有限公司涉嫌单位行贿罪一案在广州市中级人民法院开庭审理。检方指控称：成都路桥向谭力共计行贿折合人民币超过6000万元，这些钱分别以工程费、劳务费等诸多名义从该公司提取，并进入谭力个人腰包；部分款项是以房产、佛像、象牙等形式行贿。